# ناوكو ماتسوي
ناوكو ماتسوي (松井菜桜子 ماتسوي ناوكو) هي مؤدية أصوات يابانية ولدت في 4 أبريل 1961 في هاكوداتي، هوكّايدو.

## أدوارها في الأنمي

### مسلسلات أنمي تلفزيونية
- المحقق كونان - سونوكو
- البدلة المتنقلة جاندام ZZ - رو لوكا
- ديث نوت - ناومي ميسورا
- التقرير المتنقل الجديد جاندام وينج - دوروثي كاتالونيا
- ناروتو - نارا يوشينو
- ناروتو شيبودن - نارا يوشينو
- إير جير - ريكا نويامانو
- كيكايشي - الأميرة
- الملعقة الفضية - والدة إيتشيرو كومابا
- كاراكوري كيدن هيو سنكي - جينيفيف

### أوفا أنمي
- أوفا المحقق كونان - سونوكو
- التقرير المتنقل الجديد جاندام وينج: إندليس والتز - دوروثي كاتالونيا

### أفلام أنمي
- سلسلة أفلام المحقق كونان
  - المحقق كونان: العد التنازلي لناطحة السحاب - سونوكو

## أدوارها في الدبلجة اليابانية
- الجاسوسات - سام

## وصلات خارجية
- ناوكو ماتسوي على موقع IMDb (الإنجليزية)
- ناوكو ماتسوي على موقع ميوزك برينز (الإنجليزية)
- ناوكو ماتسوي على موقع ديسكوغز (الإنجليزية)
- ناوكو ماتسوي على موقع قاعدة بيانات الفيلم (الإنجليزية)
- ناوكو ماتسوي على موقع ANN person (الإنجليزية)